# Bodo Richter
Bodo Richter (* 15. Dezember 1941 in Flensburg; † 8. September 2019 in Wuppertal) war ein deutscher Jurist und Politiker (SPD). Er war von 1982 bis 1988 Oberstadtdirektor Wuppertals.

## Leben und Wirken
Bodo Richter studierte Jura, wurde zum Dr. jur. promoviert und war seit 1970 Richter am Schleswig-Holsteinischen Verwaltungsgericht. Im Jahr 1973 wurde er Bürgermeister der Stadt Schleswig, was er bis 1977 blieb. Im Jahr 1978 wurde er Oberbürgermeister der Stadt Flensburg. Nach seiner Wahl zum Oberbürgermeister äußerte Richter den Wunsch, privat ins Sanierungsgebiet der Flensburger Innenstadt ziehen zu wollen. Die Stadt bot ihm daraufhin, das Fachwerkhaus Kompagniestraße 9 an, das noch im Jahr 1978 saniert werden sollte.
Richter wurde am 1. Oktober 1982 als Nachfolger von Friedrich Platte Oberstadtdirektor Wuppertals. Er bezeichnete den Weggang aus seiner Stadt in das weit entfernte Wuppertal als Aufbruch und Wagnis mit ungewissem Ausgang. Am 23. November 1983 sorgte das SPD-Mitglied für Schlagzeilen, als bekannt wurde, dass er eine Anzeige gegen die Nachrüstung mit Dr. B. Richter, Jurist unterschrieben hatte, was von der CDU als „mit dem Beamtengesetz nicht vereinbar“ bezeichnet wurde. Die SPD wehrte sich indes gegen die CDU-Angriffe. Am 10. Januar 1984 wurde er im Zusammenhang mit der geplanten Neubesetzung der Amtsleitstelle des städtischen Rechtsamtes der Filzokratie beschuldigt. Richter wurde am 23. April von der Mitgliederversammlung zum Vorsitzenden der Ost-West S-Bahn gewählt. Am 22. September wurde er außerdem noch als Vorsitzender des Aufsichtsrates der Wuppertaler Stadtwerke AG im Amt bestätigt. Sein Stellvertreter war Siegfried Sülz. Am 24. Mai 1988 gab Richter seinen Abschied aus Wuppertal bekannt. Er wurde am 20. Juni verabschiedet und wechselte als Staatssekretär des Kultusministeriums nach Kiel, was er bis 1995 blieb. Von 1997 bis 2002 war er Staatssekretär im Kultusministerium des Landes Sachsen-Anhalt.